# Danh sách tiểu hành tinh: 3001–3100
| Tên                   | Tên đầu tiên | Ngày phát hiện       | Nơi phát hiện            | Người phát hiện                                        |
| --------------------- | ------------ | -------------------- | ------------------------ | ------------------------------------------------------ |
| 3001 Michelangelo     | 1982 BC1     | 24 tháng 1 năm 1982  | Anderson Mesa            | E. Bowell                                              |
| 3002 Delasalle        | 1982 FB3     | 20 tháng 3 năm 1982  | La Silla                 | H. Debehogne                                           |
| 3003 Konček           | 1983 YH      | 28 tháng 12 năm 1983 | Kleť                     | A. Mrkos                                               |
| 3004 Knud             | 1976 DD      | 27 tháng 2 năm 1976  | La Silla                 | R. M. West                                             |
| 3005 Pervictoralex    | 1979 QK2     | 22 tháng 8 năm 1979  | La Silla                 | C.-I. Lagerkvist                                       |
| 3006 Livadia          | 1979 SF11    | 24 tháng 9 năm 1979  | Nauchnij                 | N. S. Chernykh                                         |
| 3007 Reaves           | 1979 UC      | 17 tháng 10 năm 1979 | Anderson Mesa            | E. Bowell                                              |
| 3008 Nojiri           | 1938 WA      | 17 tháng 11 năm 1938 | Heidelberg               | K. Reinmuth                                            |
| 3009 Coventry         | 1973 SM2     | 22 tháng 9 năm 1973  | Nauchnij                 | N. S. Chernykh                                         |
| 3010 Ushakov          | 1978 SB5     | 27 tháng 9 năm 1978  | Nauchnij                 | L. I. Chernykh                                         |
| 3011 Chongqing        | 1978 WM14    | 16 tháng 11 năm 1978 | Nam Kinh                 | Purple Mountain Observatory                            |
| 3012 Minsk            | 1979 QU9     | 27 tháng 8 năm 1979  | Nauchnij                 | N. S. Chernykh                                         |
| 3013 Dobrovoleva      | 1979 SD7     | 23 tháng 9 năm 1979  | Nauchnij                 | N. S. Chernykh                                         |
| 3014 Huangsushu       | 1979 TM      | 11 tháng 10 năm 1979 | Nam Kinh                 | Purple Mountain Observatory                            |
| 3015 Candy            | 1980 VN      | 9 tháng 11 năm 1980  | Anderson Mesa            | E. Bowell                                              |
| 3016 Meuse            | 1981 EK      | 1 tháng 3 năm 1981   | La Silla                 | H. Debehogne, G. DeSanctis                             |
| 3017 Petrovič         | 1981 UL      | 25 tháng 10 năm 1981 | Kleť                     | A. Mrkos                                               |
| 3018 Godiva           | 1982 KM      | 21 tháng 5 năm 1982  | Anderson Mesa            | E. Bowell                                              |
| 3019 Kulin            | 1940 AC      | 7 tháng 1 năm 1940   | Konkoly                  | G. Kulin                                               |
| 3020 Naudts           | 1949 PR      | 2 tháng 8 năm 1949   | Heidelberg               | K. Reinmuth                                            |
| 3021 Lucubratio       | 1967 CB      | 6 tháng 2 năm 1967   | Đài thiên văn Zimmerwald | P. Wild                                                |
| 3022 Dobermann        | 1980 SH      | 16 tháng 9 năm 1980  | Kleť                     | Z. Vávrová                                             |
| 3023 Heard            | 1981 JS      | 5 tháng 5 năm 1981   | Anderson Mesa            | E. Bowell                                              |
| 3024 Hainan           | 1981 UW9     | 23 tháng 10 năm 1981 | Nam Kinh                 | Purple Mountain Observatory                            |
| 3025 Higson           | 1982 QR      | 20 tháng 8 năm 1982  | Palomar                  | C. S. Shoemaker, E. M. Shoemaker                       |
| 3026 Sarastro         | 1977 TA1     | 12 tháng 10 năm 1977 | Đài thiên văn Zimmerwald | P. Wild                                                |
| 3027 Shavarsh         | 1978 PQ2     | 8 tháng 8 năm 1978   | Nauchnij                 | N. S. Chernykh                                         |
| 3028 Zhangguoxi       | 1978 TA2     | 9 tháng 10 năm 1978  | Nam Kinh                 | Purple Mountain Observatory                            |
| 3029 Sanders          | 1981 EA8     | 1 tháng 3 năm 1981   | Siding Spring            | S. J. Bus                                              |
| 3030 Vehrenberg       | 1981 EH16    | 1 tháng 3 năm 1981   | Siding Spring            | S. J. Bus                                              |
| 3031 Houston          | 1984 CX      | 8 tháng 2 năm 1984   | Anderson Mesa            | E. Bowell                                              |
| 3032 Evans            | 1984 CA1     | 8 tháng 2 năm 1984   | Anderson Mesa            | E. Bowell                                              |
| 3033 Holbaek          | 1984 EJ      | 5 tháng 3 năm 1984   | Đài thiên văn Brorfelde  | K. Augustesen, P. Jensen, H. J. Fogh Olsen             |
| 3034 Climenhaga       | A917 SE      | 24 tháng 9 năm 1917  | Heidelberg               | M. F. Wolf                                             |
| 3035 Chambers         | A924 EJ      | 7 tháng 3 năm 1924   | Heidelberg               | K. Reinmuth                                            |
| 3036 Krat             | 1937 TO      | 11 tháng 10 năm 1937 | Crimea-Simeis            | G. N. Neujmin                                          |
| 3037 Alku             | 1944 BA      | 17 tháng 1 năm 1944  | Turku                    | Y. Väisälä                                             |
| 3038 Bernes           | 1978 QB3     | 31 tháng 8 năm 1978  | Nauchnij                 | N. S. Chernykh                                         |
| 3039 Yangel           | 1978 SP2     | 16 tháng 9 năm 1978  | Nauchnij                 | L. V. Zhuravleva                                       |
| 3040 Kozai            | 1979 BA      | 23 tháng 1 năm 1979  | Cerro Tololo             | W. Liller                                              |
| 3041 Webb             | 1980 GD      | 15 tháng 4 năm 1980  | Anderson Mesa            | E. Bowell                                              |
| 3042 Zelinsky         | 1981 EF10    | 1 tháng 3 năm 1981   | Siding Spring            | S. J. Bus                                              |
| 3043 San Diego        | 1982 SA      | 20 tháng 9 năm 1982  | Palomar                  | E. F. Helin                                            |
| 3044 Saltykov         | 1983 RE3     | 2 tháng 9 năm 1983   | Nauchnij                 | N. V. Metlova, N. E. Kurochkin                         |
| 3045 Alois            | 1984 AW      | 8 tháng 1 năm 1984   | Anderson Mesa            | J. Wagner                                              |
| 3046 Molière          | 4120 P-L     | 24 tháng 9 năm 1960  | Palomar                  | C. J. van Houten, I. van Houten-Groeneveld, T. Gehrels |
| 3047 Goethe           | 6091 P-L     | 24 tháng 9 năm 1960  | Palomar                  | C. J. van Houten, I. van Houten-Groeneveld, T. Gehrels |
| 3048 Guangzhou        | 1964 TH1     | 8 tháng 10 năm 1964  | Nam Kinh                 | Purple Mountain Observatory                            |
| 3049 Kuzbass          | 1968 FH      | 28 tháng 3 năm 1968  | Nauchnij                 | T. M. Smirnova                                         |
| 3050 Carrera          | 1972 NW      | 13 tháng 7 năm 1972  | Cerro El Roble           | C. Torres                                              |
| 3051 Nantong          | 1974 YP      | 19 tháng 12 năm 1974 | Nam Kinh                 | Purple Mountain Observatory                            |
| 3052 Herzen           | 1976 YJ3     | 16 tháng 12 năm 1976 | Nauchnij                 | L. I. Chernykh                                         |
| 3053 Dresden          | 1977 QS      | 18 tháng 8 năm 1977  | Nauchnij                 | N. S. Chernykh                                         |
| 3054 Strugatskia      | 1977 RE7     | 11 tháng 9 năm 1977  | Nauchnij                 | N. S. Chernykh                                         |
| 3055 Annapavlova      | 1978 TR3     | 4 tháng 10 năm 1978  | Nauchnij                 | T. M. Smirnova                                         |
| 3056 INAG             | 1978 VD1     | 1 tháng 11 năm 1978  | Caussols                 | K. Tomita                                              |
| 3057 Mälaren          | 1981 EG      | 9 tháng 3 năm 1981   | Anderson Mesa            | E. Bowell                                              |
| 3058 Delmary          | 1981 EO17    | 1 tháng 3 năm 1981   | Siding Spring            | S. J. Bus                                              |
| 3059 Pryor            | 1981 EF23    | 3 tháng 3 năm 1981   | Siding Spring            | S. J. Bus                                              |
| 3060 Delcano          | 1982 RD1     | 12 tháng 9 năm 1982  | Đài thiên văn Zimmerwald | P. Wild                                                |
| 3061 Cook             | 1982 UB1     | 21 tháng 10 năm 1982 | Anderson Mesa            | E. Bowell                                              |
| 3062 Wren             | 1982 XC      | 14 tháng 12 năm 1982 | Anderson Mesa            | E. Bowell                                              |
| 3063 Makhaon          | 1983 PV      | 4 tháng 8 năm 1983   | Nauchnij                 | L. G. Karachkina                                       |
| 3064 Zimmer           | 1984 BB1     | 28 tháng 1 năm 1984  | Anderson Mesa            | E. Bowell                                              |
| 3065 Sarahill         | 1984 CV      | 8 tháng 2 năm 1984   | Anderson Mesa            | E. Bowell                                              |
| 3066 McFadden         | 1984 EO      | 1 tháng 3 năm 1984   | Anderson Mesa            | E. Bowell                                              |
| 3067 Akhmatova        | 1982 TE2     | 14 tháng 10 năm 1982 | Nauchnij                 | L. V. Zhuravleva, L. G. Karachkina                     |
| 3068 Khanina          | 1982 YJ1     | 23 tháng 12 năm 1982 | Nauchnij                 | L. G. Karachkina                                       |
| 3069 Heyrovský        | 1982 UG2     | 16 tháng 10 năm 1982 | Kleť                     | Z. Vávrová                                             |
| 3070 Aitken           | 1949 GK      | 4 tháng 4 năm 1949   | Brooklyn                 | Đại học Indiana                                        |
| 3071 Nesterov         | 1973 FT1     | 28 tháng 3 năm 1973  | Nauchnij                 | T. M. Smirnova                                         |
| 3072 Vilnius          | 1978 RS1     | 5 tháng 9 năm 1978   | Nauchnij                 | N. S. Chernykh                                         |
| 3073 Kursk            | 1979 SW11    | 24 tháng 9 năm 1979  | Nauchnij                 | N. S. Chernykh                                         |
| 3074 Popov            | 1979 YE9     | 24 tháng 12 năm 1979 | Nauchnij                 | L. V. Zhuravleva                                       |
| 3075 Bornmann         | 1981 EY15    | 1 tháng 3 năm 1981   | Siding Spring            | S. J. Bus                                              |
| 3076 Garber           | 1982 RB1     | 13 tháng 9 năm 1982  | Harvard Observatory      | Oak Ridge Observatory                                  |
| 3077 Henderson        | 1982 SK      | 22 tháng 9 năm 1982  | Anderson Mesa            | E. Bowell                                              |
| 3078 Horrocks         | 1984 FG      | 31 tháng 3 năm 1984  | Anderson Mesa            | E. Bowell                                              |
| 3079 Schiller         | 2578 P-L     | 24 tháng 9 năm 1960  | Palomar                  | C. J. van Houten, I. van Houten-Groeneveld, T. Gehrels |
| 3080 Moisseiev        | 1935 TE      | 3 tháng 10 năm 1935  | Crimea-Simeis            | P. F. Shajn                                            |
| 3081 Martinůboh       | 1971 UP      | 16 tháng 10 năm 1971 | Hamburg-Bergedorf        | L. Kohoutek                                            |
| 3082 Dzhalil          | 1972 KE      | 17 tháng 5 năm 1972  | Nauchnij                 | T. M. Smirnova                                         |
| 3083 OAFA             | 1974 MH      | 17 tháng 6 năm 1974  | El Leoncito              | Felix Aguilar Observatory                              |
| 3084 Kondratyuk       | 1977 QB1     | 19 tháng 8 năm 1977  | Nauchnij                 | N. S. Chernykh                                         |
| 3085 Donna            | 1980 DA      | 18 tháng 2 năm 1980  | Harvard Observatory      | Harvard Observatory                                    |
| 3086 Kalbaugh         | 1980 XE      | 4 tháng 12 năm 1980  | Anderson Mesa            | E. Bowell                                              |
| 3087 Beatrice Tinsley | 1981 QJ1     | 30 tháng 8 năm 1981  | Lake Tekapo              | A. C. Gilmore, P. M. Kilmartin                         |
| 3088 Jinxiuzhonghua   | 1981 UX9     | 24 tháng 10 năm 1981 | Nam Kinh                 | Purple Mountain Observatory                            |
| 3089 Oujianquan       | 1981 XK2     | 3 tháng 12 năm 1981  | Nam Kinh                 | Purple Mountain Observatory                            |
| 3090 Tjossem          | 1982 AN      | 4 tháng 1 năm 1982   | Palomar                  | J. Gibson                                              |
| 3091 van den Heuvel   | 6081 P-L     | 24 tháng 9 năm 1960  | Palomar                  | C. J. van Houten, I. van Houten-Groeneveld, T. Gehrels |
| 3092 Herodotus        | 6550 P-L     | 24 tháng 9 năm 1960  | Palomar                  | C. J. van Houten, I. van Houten-Groeneveld, T. Gehrels |
| 3093 Bergholz         | 1971 MG      | 28 tháng 6 năm 1971  | Nauchnij                 | T. M. Smirnova                                         |
| 3094 Chukokkala       | 1979 FE2     | 23 tháng 3 năm 1979  | Nauchnij                 | N. S. Chernykh                                         |
| 3095 Omarkhayyam      | 1980 RT2     | 8 tháng 9 năm 1980   | Nauchnij                 | L. V. Zhuravleva                                       |
| 3096 Bezruč           | 1981 QC1     | 28 tháng 8 năm 1981  | Kleť                     | Z. Vávrová                                             |
| 3097 Tacitus          | 2011 P-L     | 24 tháng 9 năm 1960  | Palomar                  | C. J. van Houten, I. van Houten-Groeneveld, T. Gehrels |
| 3098 van Sprang       | 4579 P-L     | 24 tháng 9 năm 1960  | Palomar                  | C. J. van Houten, I. van Houten-Groeneveld, T. Gehrels |
| 3099 Hergenrother     | 1940 GF      | 3 tháng 4 năm 1940   | Turku                    | Y. Väisälä                                             |
| 3100 Zimmerman        | 1977 EQ1     | 13 tháng 3 năm 1977  | Nauchnij                 | N. S. Chernykh                                         |